# Titularbistum Assus
Assus (ital.: Asso) ist ein Titularbistum der römisch-katholischen Kirche.
Es geht zurück auf einen untergegangenen Bischofssitz in der antiken Stadt Assos, die in der römischen Provinz Asia (heute westliche Türkei) lag. Der Bischofssitz war der Kirchenprovinz Ephesos zugeordnet.
| Titularbischöfe von Assus |                                               |                                                    |                   |                 |
| Nr.                       | Name                                          | Amt                                                | von               | bis             |
| 1                         | John Patrick Barrett                          | Weihbischof in Birmingham (Vereinigtes Königreich) | 23. Dezember 1926 | 7. Juni 1929    |
| 2                         | Jean-Baptiste-Michel-Marie-Louis Pénicaud MEP | Apostolischer Vikar von Pakhoi (Republik China)    | 16. Dezember 1929 | 19. Januar 1943 |
| 3                         | Ángel Turrado Moreno OFMCap                   | Apostolischer Vikar von Machiques (Venezuela)      | 4. September 1944 | 8. Mai 1961     |
| 4                         | Zygfryd Wincenty Kowalski                     | Weihbischof in Chelmno (Polen)                     | 27. Februar 1962  | 9. Oktober 1995 |